# Wissenschaftssoziologie
Die Wissenschaftssoziologie untersucht die Wissenschaft als soziale Einrichtung und konzentriert sich auf die Wissenschaftler als soziale Gruppe sowie auf ihre Interaktionen mit anderen sozialen Gruppen.

## Überschneidungen
Diese spezielle Soziologie überschneidet sich teilweise mit der Wissenssoziologie (die neben Wissenschaftswissen auch Alltagswissen, Religion, Weltanschauungen, Ideologien, Utopien, Mystik etc. zum Gegenstand hat). Wissenschaftssoziologie soll die Schwerpunkte der einzelnen Wissenschaftsbereiche und ihre Bedeutung für den sozialen Fortschritt sowie die Arbeitsweise der Wissenschaften selbst näher erforschen. Da aufgrund von Rationalisierung und Verwissenschaftlichung von Lebenswelt, Institutionen und Gesellschaft wissenschaftliche Standards und Rhetorik zunehmend dominant sind, entwickelte sich die Wissenschaftssoziologie zu einem großen Forschungszweig der Soziologie.

## Gegenstand
Die Wissenschaftssoziologie beschäftigt sich mit 
- den sozialen Bedingungen des naturwissenschaftlich-technischen Fortschritts,
- der gesellschaftlichen Ausdifferenzierung sowie der internen Differenzierung des Wissenschaftssystems,
- den Beziehungen zwischen Menschen und wissenschaftlichen Objekten,
- den wissenschaftsinternen oder weltanschaulichen sozialen Normen, die die Wissenschaftler befolgen,
- den Mechanismen der Zuteilung von Reputation auf wissenschaftliche Leistungen sowie
- der Praxis wissenschaftlicher Erkenntnisproduktion (in allen wissenschaftlichen Disziplinen).

Als Teildisziplin der Soziologie beleuchtet die Wissenschaftssoziologie die Auswirkungen politischer Entscheidungen, ökonomischer Rahmenbedingungen und Anreize sowie massenmedial verbreiteter Kommunikation auf das Handeln und Erwarten von Wissenschaftlerinnen und Wissenschaftlern. Ein Zweig der Wissenschaftssoziologie ist die feministische Wissenschaftstheorie.
Aus dem Zusammenspiel wissenschaftsinterner und -externer Dynamiken ergeben sich Auswirkungen auch auf die Erkenntnistheorie: Forschung erscheint, folgt man dem „radikalen“ Programm (strong programme) der Wissenschaftssoziologie, als ein einzigartig sozialer Prozess; auch die Produktion „harter“ naturwissenschaftlicher Erkenntnis (Naturwissenschaft), von den Forschenden im Handlungszusammenhang „Labor“ konstruiert, wird auf ihre sozialen Konstitutionsbedingungen, also auf ihre Einbettung in Praxiszusammenhänge untersucht.

### Einführungen
- Walter L. Bühl: Einführung in die Wissenschaftssoziologie. C.H.Beck: München 1974.
- Massimiano Bucchi: Science in Society. An introduction to the sociology. Routledge, London 2004, ISBN 0-415-32200-6.
- Matthew David: Science in society. Palgrave Macmillan, Basingstoke 2005, ISBN 0-333-99348-9 (Sehr gute Einführung mit Fallstudien; getreu seinem Programm der „reflexive epistemological diversity“ erklärt David die Hauptparadigmen; das starke Programm der Edinburgh-Schule, die diskursanalytisch-ethnographischen, die marxistischen und feministischen Ansätze, ihre Übereinstimmungen und Divergenzen, mögliche Kombinationen sowie den politischen Entstehungskontext).
- Peter Weingart: Wissenschaftssoziologie. transcript Verlag, Bielefeld 2003, ISBN 3-933127-37-8.

### „Klassiker“
- Boris Hessen: The Social and Economic Roots of Newton's Principia. Fertig Publ., New York 1931.
- Ludwik Fleck: Entstehung und Entwicklung einer wissenschaftlichen Tatsache. Einführung in die Lehre vom Denkstil und Denkkollektiv. Suhrkamp, Frankfurt/M. 2008, ISBN 978-3-518-27912-0 (Nachdr. d. Ausg. Basel 1935).
- Thomas S. Kuhn: Die Struktur wissenschaftlicher Revolutionen („The Structure of Scientific Revolutions“, 1962). Suhrkamp, Frankfurt/M. 2008 [dt. erstmals 1967], ISBN 978-3-518-27625-9.
- Robert K. Merton: Entwicklung und Wandel von Forschungsinteressen. Aufsätze zur Wissenschafts-Soziologie („The Sociology of Science“). Suhrkamp, Frankfurt/M. 1985, ISBN 3-518-57710-7.
- Talcott Parsons, Gerald M. Platt: Die amerikanische Universität. Ein Beitrag zur Soziologie der Erkenntnis („The American University“). Suhrkamp, Frankfurt/M. 1990, ISBN 3-518-57899-5.
- Pierre Bourdieu: The specificity of the scientific field and the social conditions of the progress of reason. In: Social Science Information. Bd. 14, 1975, S. 19–47.
- Bruno Latour, Steve Woolgar: Laboratory Life. The social construction of scientific facts. Sage Publ., Beverly Hills, Calif. 1979, ISBN 0-8039-0993-4.
- Karin Knorr-Cetina: Die Fabrikation von Erkenntnis. Zur Anthropologie der Naturwissenschaft („The manufacture of knowledge“). Suhrkamp, Frankfurt/M. 1984, ISBN 3-518-58007-8.
- Sandra Harding: Feministische Wissenschaftstheorie. Zum Verhältnis von Wissenschaft und sozialem Geschlecht. Argument-Verlag, Hamburg 1999, ISBN 3-88619-384-5.

### Weitere Bücher
- Pierre Bourdieu: Homo academicus, Neuauflage. Suhrkamp, Frankfurt a. M. 2002, ISBN 3-518-28602-1.
- Pierre Bourdieu: Meditationen. Zur Kritik der scholastischen Vernunft („Méditations pascaliennes“). suhrkamp, Frankfurt/M. 2001, ISBN 3-518-58307-7.
- Bruno Latour: Science in Action. How to follow scientists and engineers through society. University Press, Cambridge, Mass. 2001, ISBN 0-674-79291-2.
- Niklas Luhmann: Die Wissenschaft der Gesellschaft. Suhrkamp, Frankfurt/M. 1990, ISBN 3-518-58065-5.